# Girocard

Logo auf Girocards und an Akzeptanzstellen

Girocard (Eigenschreibweise girocard) ist ein gemeinsames, nationales Zahlungssystem der deutschen Kreditwirtschaft für Debitzahlungs- und Geldautomatensysteme, aufbauend auf dem Contact-EMV-Standard.
Umgangssprachlich wird die Girocard fälschlich noch wie ihr Vorgänger EC-Karte genannt, was für Electronic-Cash-Karte bzw. für deren Vorgänger, die Eurocheque-Karte, stand. Eine reine Girocard kann im Ausland nur eingeschränkt verwendet werden, weshalb die Karten ein sogenanntes Co-Badging mit Maestro/Debit Mastercard (Mastercard), Visa Debit/V Pay (Visa), JCB oder Discover haben können. Erst dadurch wird eine breite Akzeptanz im Ausland gewährleistet.
Das Girocard-System ist mit bis zu 1,208 Millionen aktiven Terminals das am weitesten verbreitete Kartenzahlungssystem in Deutschland. 2024 wurden darüber 7,9 Milliarden Transaktionen mit einem Gesamtumfang von 307 Milliarden Euro abgewickelt. Im Rahmen des Projekts „Girocard 4.0“ wird seit 2023 die Girocard als Zahlungskarte überarbeitet und von den Banken aufgewertet.

## Geschichte

Logo der alten „EC-Karten“

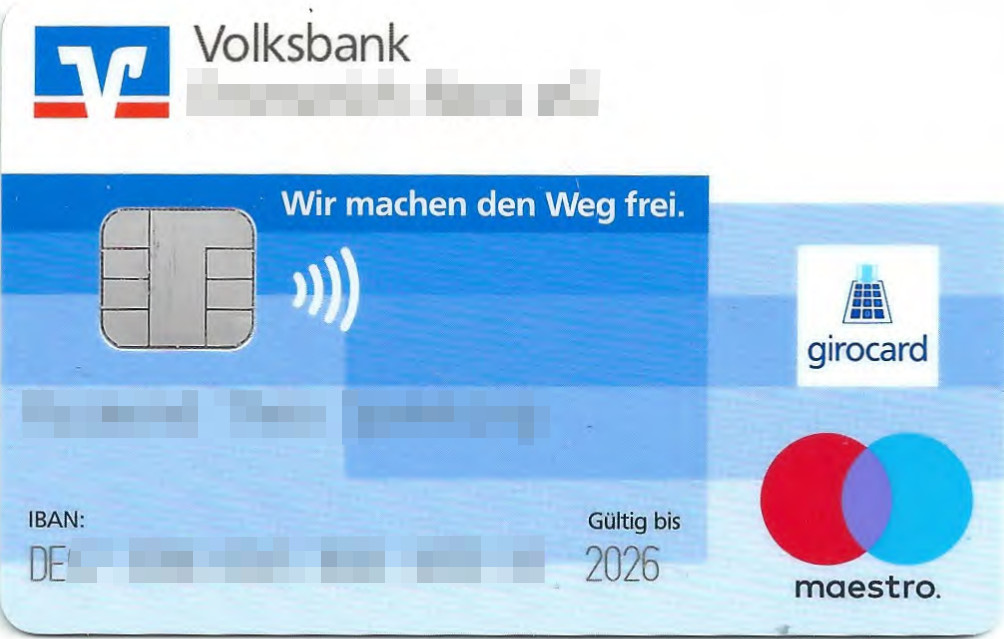
Girocard mit Maestro aus dem Volksbank-Verbund

Der Name und das Logo Girocard wurde 2007 vom Zentralen Kreditausschuss (ZKA; heute Die Deutsche Kreditwirtschaft) durch Umbenennung der vormaligen EC-Karte eingeführt. Die Deutsche Kreditwirtschaft ist ein Interessenverband der Kreditinstitute in Deutschland, die sich auf die Einführung der Girocard geeinigt hatten. 2008 erfolgte die Vereinheitlichung von Namen und Erscheinungsbild des elektronischen Bezahlsystems mit der Bargeldbeschaffung an Geldautomaten unter dem Namen Girocard, um diesen Markennamen bekannter zu machen.
In den nachfolgenden Jahren war die Girocard dennoch hauptsächlich unter dem alten Namen EC-Karte bekannt, wofür auch teils missverständliche Werbung von Banken verantwortlich war. Erst ab etwa 2016 wurde verstärkt mit dem Namen Girocard geworben.
Im Jahr 2023 wurde die Einführung einer „Girocard 4.0“ öffentlich gemacht. Als Überarbeitung der bisherigen Girocard soll sie neue Funktionen beinhalten, etwa eine erhöhte Flexibilität bei der Autorisierung von Zahlungen, die Möglichkeit von In-App-Zahlungen, die Integration in Cyberwallets sowie Zusatzfunktionen für Kundenbindung. Zu letzteren Zusatzfunktionen zählen etwa Möglichkeiten zur Hinterlegung von Kautionen sowie ein Altersnachweis, mit dem beispielsweise an einer Selbstbedienungskasse der Kauf von Alkohol ohne Kontrolle möglich werden soll. An der Umsetzung arbeitet EURO Kartensysteme, ein Gemeinschaftsunternehmen der deutschen Banken und Sparkassen.

## Verbreitung
Die meisten Kartenzahlungen werden in Deutschland über die Girocard abgewickelt. Laut einer Studie der EHI (EHI Retail Institute GmbH) war die Girocard im Jahr 2023 mit 42,4 % Marktanteil das beliebteste Zahlungsmittel im deutschen Einzelhandel. Damit entfällt auf die Girocard ein Großteil der Kartenzahlungen in Deutschland, die insgesamt über 60 % der Zahlungen in Deutschland ausmachen. Stand 2023 hält Bargeld einen Anteil von rund 35 %, mit sinkender Tendenz. Mit 72,6 % waren 2021 die meisten Girocard-Zahlungen im Einzelhandel kontaktlos durchgeführt worden.

## Verwendung
Karten mit dem Girocard-Logo werden bisher nur von Kreditinstituten in Deutschland ausgegeben, üblicherweise in Verbindung mit einem Girokonto. Eine Kartenzahlung mit der Girocard kann entweder kontaktbasiert durch das Einstecken der Karte oder durch Auflegen der Karte oder eines Mobiltelefons kontaktlos an einem POS-Terminal erfolgen. Die Zahlung wird mit einer PIN verifiziert. Bei einer kontaktlosen Zahlung bis 50 Euro kann die PIN entfallen, ebenso bei der Verwendung von Smartphone oder Smartwatch.
Eine Kartenzahlung ist mit einer Zahlungsgarantie für den Händler verbunden, wenn sie über das Girocard-System abgewickelt wird. Ein Bargeldbezug ist an allen deutschen Geldautomaten möglich.

### Zahlungsweisen und Bargeldbezug

#### Bargeldbezug am Geldautomaten
Die Girocard kann für den Bezug von Bargeld an allen Geldautomaten des Deutschen Geldautomaten Systems verwendet werden. Stand Juli 2024 gab es in Deutschland laut der deutschen Kreditwirtschaft ca. 52.000 aktive Geldautomaten.
Für die Nutzung eines fremden Automaten außerhalb des eigenen Verbundes wird ein Geldautomaten-Entgelt erhoben.
Im eigenen Bankenverbund kann die Girocard auch für die Nutzung weiterer SB-Geräte wie Kontoauszugsdrucker, Einzahlautomaten oder Überweisungsterminals verwendet werden.

#### Bargeldbezug im Einzelhandel
In vielen Läden des Einzelhandel kann auch Bargeld an der Kasse mitbezogen werden, mitunter aber erst nach einem Mindesteinkaufswert. Dabei wird der Abhebebetrag zusätzlich zum Einkauf mitbelastet. Der Service ist für den Karteninhaber kostenfrei und auf 200 Euro pro Vorgang limitiert.

### Mobile Payment und E-Commerce
Im Girocard-System werden auch mobile Zahlungen mit dem Smartphone unterstützt, etwa durch eine digitalisierte Karte in Form einer App. Die digitale Girocard funktioniert durch Near Field Communication, bei der das Smartphone nur kurz an das Bezahlterminal gehalten werden muss, und die Verifizierung geschieht durch Gesichtserkennung oder Fingerabdruck.
Neben eigenen Zahlungsapps einzelner Banken werden auch Zahlungen über Apple Pay unterstützt. Mit der Einführung von Apple Pay mit der Girocard wurde das System auch erstmalig im E-Commerce über das Apple Wallet einsetzbar.

### Einsatz im Ausland
Die Girocard ohne ein sogenanntes Co-Badge wird im Ausland nur eingeschränkt unterstützt. Eine Zahlung an ausländischen POS-Terminals ist nur in sehr seltenen Fällen möglich; Geldautomaten in den deutschen Nachbarländern unterstützen nur teilweise den Bargeldbezug über das Girocard-System, so z. B. die PSA Payment Services Austria an ihren Geldautomaten.

#### Co-Badge
Die meisten Banken bieten ihren Kunden ein Co-Badge an, damit auch im Ausland eine Akzeptanz der Debitkarte gewährleistet wird. Teilweise verlangen auch einige deutsche Händler und Handelsketten ein Co-Badge für den Zahlungsverkehr. Das POS-Terminal wählt im Ausland dabei selbstständig über den Chip oder Magnetstreifen das internationale Zahlungssystem aus. Der Karteninhaber muss hier nicht tätig werden. Das Logo des Co-Badge wird zusätzlich zum Girocard-Logo auf die Karte gedruckt. Der Karteninhaber erkennt so, wo er seine Debitkarte einsetzen kann. Wahlweise steht das Co-Badge auch auf mobilen Zahlungssystemen wie Apple Pay zur Verfügung.

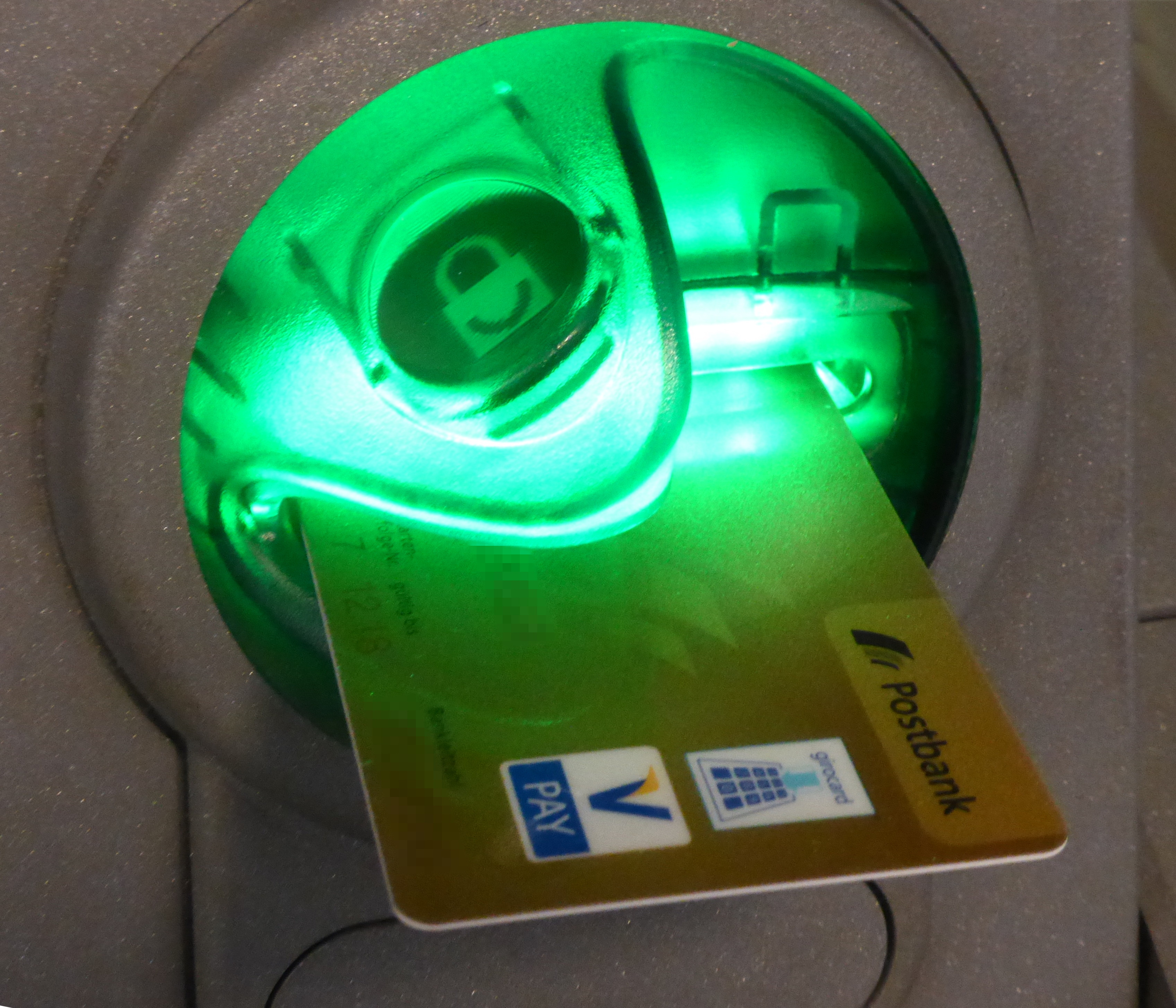
Co-Badgings mit VPay

Aktuell werden Girocard-Karten wahlweise mit Maestro/Debit Mastercard (Mastercard), Visa Debit/V Pay (Visa), JCB oder Discover als Co-Badge ausgestattet.
Lange Jahre war es üblich, dass Debitkarten mit dem Girocard-System zusätzlich das System Maestro von Mastercard unterstützen. Im Oktober 2021 kündigte Mastercard die Einstellung der Neuausgabe von Maestro-Karten in Europa an, um Debit Mastercard als Alternative zur Girocard zu positionieren. Bestehende Karten mit Maestro-Co-Badge bleiben weiterhin im Ausland verwendbar.
Die Sparkassen-Finanzgruppe stellte zum Juli 2023 ihre Karten bei Neuausgabe auf ein Co-Badge von Debit Mastercard, V Pay oder Visa Debit anstelle des Maestro-Zahlsystems um. Die Volks- und Raiffeisenbanken kündigten ebenfalls den Wechsel von Maestro auf Debit Mastercard oder Visa Debit an. Dabei bleiben die Karten, die vor dem Juli 2023 noch mit dem Co-Badge von Maestro herausgegeben wurden, bis zu ihrem Ablauf gültig.

### E-Ladesäulen
Für das Laden von Autos an E-Ladesäulen sind ist die Zahlung mit Girocard bislang in vielen Fällen nicht möglich, sondern es muss auf betriebseigene Ladekarten, Apps oder Webseiten zurückgegriffen werden. Bis 2027 sollen in Europa alle Ladesäulen mit einem Kartenleser oder einer kontaktlosen Zahlungsmöglichkeit ausgestattet sein.

## Akzeptanzzeichen

electronic cash PIN Pad

Das Akzeptanzzeichen ist das Piktogramm „girocard“. Auf den Debitkarten der Banken und Sparkassen werden die Girocard-Akzeptanzzeichen ebenfalls aufgebracht. Die Markenrechte an dem Akzeptanzzeichen werden von der EURO Kartensysteme für Die Deutsche Kreditwirtschaft gehalten.
In einer Übergangsphase war das alte Piktogramm „ec electronic cash“ noch auf Debitkarten der deutschen Kreditwirtschaft bzw. ist noch an POS-Terminals als Akzeptanzzeichen zu finden. Dieses Zeichen wurde für die Übergangsphase von Eurocheque (beleghaftes Zahlen mit Scheck) auf Zahlen mit EC-Karte (kartenbasiertes Zahlen mit PIN) verwendet. Nach Abschaffung des Eurocheque-Verfahrens wurde die Ausgabe von EC-Karten durch die deutsche Kreditwirtschaft eingestellt und die Markenrechte an Eurocheque an Mastercard verkauft. Das EC-Zeichen „ec electronic cash“ wird von der deutschen Kreditwirtschaft nicht mehr als Akzeptanzzeichen verwendet. Die noch vorhandenen Karten wurden im Rahmen des normalen Kartenaustausches durch Karten mit dem Zeichen „girocard“ ersetzt. Neuaufgestellte Terminals tragen nur noch das Girocard-Zeichen.
Obwohl das Logo bzw. die Kennzeichnung „ec“ mitunter auf Debitkarten von Mastercard zu finden ist, sind dies keine Girocard-Karten. Das Kreditkartenunternehmen hält die Namens- und Logorechte und verwendet die in Deutschland bekannte Marke aus Marketinggründen weiter für seine „Debit Mastercard“.

## Zielsetzung
Girocard soll den sicheren und einfachen Einsatz von Debitkarten unter Verwendung der Persönlichen Identifikationsnummer garantieren. Das langfristige Ziel ist es laut einer Stellungnahme der deutschen Banken und Sparkassen aus dem Jahr 2023, dass es in Deutschland „in jeder denkbaren Situation möglich sein sollte, mit der Girocard zu bezahlen“. Nach einer Studie der Steinbeis Hochschule aus dem Jahr 2023 sprechen 83 % der Befragten der Girocard hohes oder sehr hohes Vertrauen aus.
Die europäische Kreditwirtschaft hat mittlerweile den Europäischen Zahlungsraum (SEPA) eingeführt, dessen Ziel es ist, dass Bürger im gesamten Euro-Raum Zahlungsverkehrsdienstleistungen zu denselben Bedingungen ausführen können wie in ihrem Heimatland. Girocard soll vor allem die internationale Akzeptanz der deutschen Debitkarten durch die Schaffung eines einheitlichen Logos für den SEPA erleichtern.

## Netzbetreiber
Die Netzbetreiber gewährleisten den händlerseitigen Betrieb der Girocard. Die Deutsche Kreditwirtschaft ist für die Zulassung von Netzbetreibern und POS-Terminals verantwortlich. Seit einiger Zeit sind auch internationale Zahlungsabwickler als Netzbetreiber aktiv.
Als Netzbetreiber waren Stand August 2023 aktiv:
- Adyen N.V. (Amsterdam)
- BP Europe SE (Bochum)
- Computop Paygate GmbH (Bamberg)
- DB Vertrieb GmbH (Frankfurt)
- Elavon Financial Services DAC (Frankfurt)
- First Data GmbH (Bad Homburg v. d. Höhe)
- LAVEGO AG (München)
- OC Payment GmbH (Köln)
- Payone GmbH (Frankfurt)
- Shell Deutschland GmbH (Hamburg)
- transact Elektronische Zahlungssysteme GmbH (Martinsried)
- Verifone Payments GmbH (Aschheim)
- VÖB-ZVD Processing GmbH (Bonn)
- WEAT Electronic Datenservice GmbH (Düsseldorf)
- VR Payment GmbH (Frankfurt)

## Hardware und Software

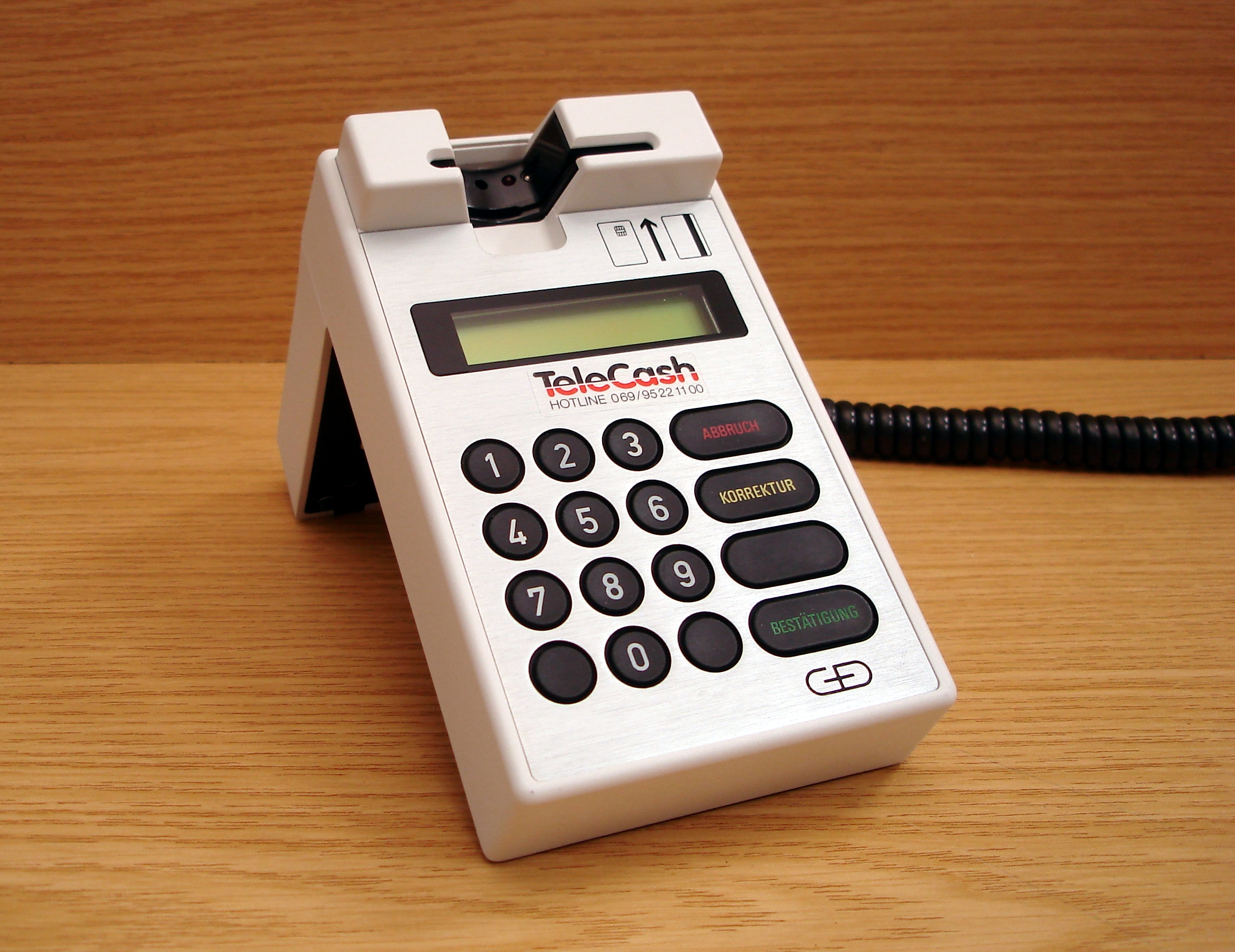
Ein älteres Kartenterminal

Ein Electronic-Cash-Terminal (Karten- oder Händlerterminal bzw. EFT-POS-Terminal) setzt sich aus Hardware- und Software-Komponenten zusammen und dient der Durchführung der elektronischen Zahlung. Die Hauptkomponenten im Bereich der Hardware sind das Sicherheitsmodul, das Tastenfeld, der Bildschirm, der Chipkartenleser sowie das Kommunikationsmodul und die Energieversorgung.
Die Software setzt sich hauptsächlich aus dem Betriebssystem, der Kommunikationssoftware, der Software des Sicherheitsmoduls sowie diverser Softwaremodule für Online-Personalisierung von Terminals (OPT), Contact EMV sowie Zusatzapplikationen (Prepaid, Kundenbindungssysteme, Fernwartung) zusammen.
Alle Kartenlesegeräte nach dem Girocard-Verfahren müssen von der Deutschen Kreditwirtschaft für die Teilnahme am bargeldlosen Zahlungsverkehr zertifiziert sein. Terminals, die ausschließlich das Elektronische Lastschriftverfahren (ELV) unterstützen, benötigen keine Zertifizierung durch die DK. Der Betrieb eines Kartenterminals setzt einen Providervertrag mit einem Netzbetreiber voraus. Der Telekommunikationsdiensteanbieter (technischer Netzbetreiber) führt die weitere Verarbeitung der durch das Terminal gesammelten Daten durch. Durch einen Serviceprovider (kaufmännischer Netzbetreiber) wird der gewerbliche Nutzer (Geschäftsinhaber, Händler) während der Nutzungsdauer des Terminals betreut, kann eine Hotline nutzen, erhält technische Unterstützung und Gewährleistungsdienstleistungen durch Techniker vor Ort und hat einen Ansprechpartner bei Fragen zu Abrechnung, Transaktionscontrolling und Vertragsbetreuung etc.
Lesegeräte haben eine eindeutige Terminalidentifikationsnummer (TID). Provider haben für ihre Geräte zentral zugeteilte Nummernkreise, mit denen die TID beginnt:
- Adyen (507)
- BP Europe (710)
- Computop Paygate (508)
- DB Vertrieb (590)
- Elavon (565)
- FirstData (540)
- Lavego (525)
- Nexi Germany (690)
- OC Payments (560)
- Payone (600,650,670,680)
- Shell (700)
- Stripe Technology (513)
- transact (695)
- Verifone (612)
- VÖB-ZVD (582)
- VR Payment (580)
- WEAT (740)

### Sicherheitslücke
Im Juli 2012 wurde bekannt, dass durch eine Sicherheitslücke in einem im Handel weit verbreiteten Lesegerät die Kartendaten inklusive der persönlichen Identifikationsnummer (PIN) über das Rechnernetz ausspioniert und für kriminelle Zwecke verwendet werden konnten. Die Sicherheitslücke nutzte einen Speicherüberlauf, der typischerweise bei technologisch veralteter Software mit geringer Typsicherheit ausgenutzt werden kann. Der Anbieter der Bezahldienstleistungen Verifone schloss die Sicherheitslücke durch eine Aktualisierung der Software.

## EMV-Chip und Magnetstreifen
Wie bei Bezahlkarten üblich, war die Girocard lange Zeit mit einem Magnetstreifen versehen. Der Magnetstreifen wurde nur gelesen und enthielt damit ausschließlich statische Informationen. Seit 2000 statteten immer mehr Banken in Deutschland die neu ausgegebenen Karten zusätzlich mit einem EMV-Chip aus. 2008 war er bereits in 70 % der ausgegebenen Karten enthalten. Der Chip kann Anfragen beantworten, ohne dass sein Inhalt (komplett) ausgelesen wird. Im Gegensatz zum Magnetstreifen können die Chips daher nicht kopiert werden. Um Abwärtskompatibilität, insbesondere zur meist integrierten Maestro-Karte zu behalten, bleiben viele Karten trotzdem mit Magnetstreifen ausgerüstet. Mit der Zulassungsverordnung TA (Technischer Anhang) 7.0 der DK wurde festgelegt, dass der Chip zu nutzen ist, wenn dieser vorhanden ist.
Seit 2011 ist zwingend der Chip für das Electronic-Cash-Verfahren zu nutzen. Das Bundeskriminalamt fordert die Banken auf, standardmäßig Karten ohne Magnetstreifen auszugeben und nur Kunden, die ihre Karte im außereuropäischen Ausland benutzen, eine Karte mit Magnetstreifen auszugeben. In den 2020er-Jahren zeichnet sich ein Ende der Magnetstreifen zugunsten der EMV-Chips ab. Das Elektronische Lastschriftverfahren wird mittlerweile über den EMV-Chip abgewickelt.
Der Magnetstreifen einer Karte hat drei Spuren. Bis 30. September 2009 wurde in Deutschland die Spur 3 des Magnetstreifens für Zahlungen ausgelesen; sie wurde für das Elektronische Lastschriftverfahren genutzt. Danach wurde die international übliche Spur 2 ausgelesen.
Seit Anfang 2013 sind Girocard-Zahlungen über den Magnetstreifen nicht mehr zugelassen. Die magnetstreifenbasierte Autorisierung ist seitdem nur noch für das Co-Badge zulässig.

## Zahlungsautorisierung

### Ablauf einer Zahlung
Zahlungen mit der Girocard sind generell chipbasiert:
1. Karte wird verlangt und mithilfe des Kartenlesers (Chipleser) ausgelesen.
  - Der gewünschte Zahlbetrag wird am Terminal angezeigt.
  - Die Girocard wird von dem Kunden in das Lesegerät gesteckt. Im alternativen Fall einer kontaktlosen Zahlung wird die Karte vor den Kontaktlosleser des Gerätes, oft zu erkennen an einem Wellensymbol, gehalten.
  - Für Beträge unter 50 Euro, die kontaktlos bezahlt werden, reicht das Vorhalten der Karte.[49] Um auch bei einer kontaktlosen Zahlung ausreichenden Schutz vor Missbrauch zu bieten, verlangt das Terminal in unregelmäßigen Abständen bei Zahlungen mit einer physischen Karte unter 50 Euro, die PIN einzugeben
  - Falls eine PIN verlangt wird, wird diese nach erfolgter Eingabe im Chip der Karte überprüft. Ist die PIN korrekt, wird der Fehleingabenzähler auf null gesetzt und die Zahlung findet statt. Ist sie falsch, wird der Fehleingabenzähler um einen erhöht, hat er drei erreicht, meldet die Karte ihre eigene Sperrung.
2. Das Terminal baut die Verbindung zum Netzbetreiber auf und meldet sich dort für den Datenaustausch an. Über den Datenaustausch werden über die Kommunikationsverbindung die Plausibilitätsprüfungen durchgeführt.
3. Per Online-Verbindung mit der Bank wird
  - überprüft, ob die verwendete Karte nicht gesperrt ist
  - ob der Zahlbetrag innerhalb des verfügbaren Verfügungsrahmens liegt,
  - die Zahlung abgelehnt, falls eins der Merkmale nicht erfüllt ist.
4. Das Kommunikationsmodul meldet sich beim Provider ab und beendet die Verbindung.
5. Das Terminal kann nun einen Kundenbeleg drucken, hierzu besteht jedoch keine Pflicht. Das Display zeigt Entsprechendes an.
6. Das Ergebnis „Zahlung erfolgt“ garantiert dem Händler (bei rechtzeitiger Einreichung) seine Zahlung.

Zwar sind generell auch Offline-Transaktionen mit Autorisierung zwischen Karte und Terminal möglich, ein Großteil der Transaktionen findet aber online statt.

### Ablauf der Umsatzverrechnung bei Girocard-Transaktionen
Zur Initiierung der Umsatzverrechnung ist die Freigabe durch den Händler beim Netzbetreiber erforderlich. Man spricht hierbei vom sogenannten Kassenschnitt. Es erfolgt eine Bündelung und Erzeugung der SEPA-Zahlungsverkehrsdateien durch den Netzbetreiber und eine Einreichung bei der Händlerbank. Anschließend erfolgt die Weitergabe an die Bankensysteme im Rahmen der SEPA-Mechanismen für den sogenannten Clearing-und-Settlement-Mechanismus. In deren Folge kommt es zu einer Gutschrift beim Händler und Belastung des Karteninhabers in der Regel binnen eines Bankarbeitstages.

### Kosten
Die Kosten einer Girocard-Zahlung richten sich nach der Höhe des zu zahlenden Betrags. Dazu erhalten die Träger des Systems, Banken und Sparkassen, ein sogenanntes Interbankenentgelt. Dieses Entgelt ist aufgrund der europaweiten Interchange Fee Regulation (IFR) für die Girocard reguliert und dadurch bei Debitkarten auf höchstens 0,2 % des Umsatzes gedeckelt. Hinzu kommen Kosten für die technische Bereitstellung, die vom jeweiligen Netzbetreiber erhoben werden.
Laut einer Studie der Steinbeis Hochschule aus dem Jahr 2023 ist die Girocard bei Einzelhändlern überwiegend beliebter als internationale Debit- und Kreditkarten sowie das SEPA-Lastschriftverfahren, da bei der Girocard die Kosten niedriger als bei den anderen Bezahlungssystemen sind. Dabei ist die Girocard nach einer Studie von Steinbeis das günstigste bargeldlose Zahlverfahren mit Zahlungsgarantie.
Seit November 2014 besteht im Girocard-System die Vereinbarung, dass Händler und kartenausgebende Institute die Händlerentgelte für die girocard-Akzeptanz bilateral verhandeln.
Seit dem 13. Januar 2018 sind jegliche Gebühren und Aufschläge bei Zahlung mit Debit- und Kreditkarten, so auch der Girocard, zulasten des Käufers durch das Gesetz zur Umsetzung der Zweiten Zahlungsdiensterichtlinie, die die europäische PSD2-Richtlinie in nationales Recht umsetzt, verboten.

## Zahlverfahren mit Girocard
Geldkarte und Girocard bieten dem kartenakzeptierenden Händler eine Zahlungsgarantie, ELV-Zahlungen sind dagegen nicht garantiert und damit mit einem potenziellen Ausfallrisiko verbunden.
- Der Marktanteil von Girocard (mit/ohne PIN-Eingabe) lag 2018 bei 48,6 %,[58] 2012 bei 21,1 %,[59] im Jahre 2009 mit 71 Milliarden Euro bei 19,4 %.[60]
- Die elektronische Geldbörse GeldKarte kann ebenfalls zur Zahlung als Elektronisches Geld verwendet werden. Sie hatte zeitweise einen Jahresumsatz von 0,1 Milliarden Euro einen Marktanteil von unter 0,04 %, und konnte sich nicht dauerhaft bei Kunden durchsetzen. Die elektronische Geldbörse wurde von den meisten Banken bereits eingestellt, die letzten im Jahr 2020 ausgegebenen Karten werden voraussichtlich noch bis Ende 2024 gültig sein.[61][62]
- ELV (Elektronisches Lastschriftverfahren) online oder offline. Im Jahr 2005 wurden 12 % des Umsatzes im Handel mit diesem Verfahren abgewickelt.[59] Der Marktanteil betrug mit 45 Milliarden Euro im Jahr 2009 12,2 %.[60] Das Verfahren wurde 1984 eingeführt.[59] Bei ELV online (auch zuweilen OLV genannt) wird jede Zahlung online bei einem Netzbetreiber gegen eine bundesweite Sperrliste und Scoring-Parameter geprüft. Bei ELV offline wird auf eine Telefonverbindung und Prüfung verzichtet. Es ist für Händler die preiswerteste Methode. Aus dem Magnetstreifen bzw. dem Chip werden bei allen Verfahren einzig die Kontonummer und die Bankleitzahl sowie die Kartennummer ausgelesen. Der Kunde erteilt abweichend zum Electronic Cash mit seiner Unterschrift eine Lastschrift mit Einzugsermächtigung. Gegen Ausfälle (Rücklastschriften) kann ein Vertrag über Forderungsankauf abgeschlossen werden. Im Gegensatz zum abgeschafften POZ-Verfahren ist das Kreditinstitut des Karteninhabers bei Zahlungsausfällen jedoch nicht verpflichtet, Name und Adresse des Karteninhabers an den Händler weiterzugeben,[63] was ein erhöhtes Risiko für den Händler darstellt. Durch die weiter fallenden Preise für Girocard-Zahlungen gehen die Zahlungen über ELV/OLV immer weiter zurück.
- POZ (Point of Sale ohne Zahlungsgarantie), im Gegensatz zum OLV und ELV, die Verfahren des Handels sind, war POZ von seiner Einführung im Jahr 1994 bis zu seiner Abschaffung am 31. Dezember 2006 ein Verfahren des Zentralen Kreditausschusses (ZKA, wie die DK damals hieß). Während des Bezahlvorganges erfolgte eine Sperrabfrage bei der Kopfstelle des Karten ausgebenden Kreditinstituts. War die Karte nicht als gesperrt gemeldet, wurde vom Händler eine Lastschrift erstellt. Der Kunde erteilte mit seiner Unterschrift eine Lastschrift mit Einzugsermächtigung und gab sich damit einverstanden, dass sein Kreditinstitut auf Anfrage Name und Adresse an den Händler (bei Ausfällen bzw. Rücklastschriften) weitergibt. Die Kosten lagen bei 5 Cent pro Sperrabfrage. Am Einzelhandelsumsatz hatte POZ im Jahre 2005 einen Anteil von 2,3 %.[59]